# 黄卫平
黄卫平（1957年—），光电器件、光电集成和光电子通讯技术与应用专家，济南人，加拿大籍华人。1996年任加拿大滑铁卢大学电子与计算机工程系教授，1999年任加拿大麦克马斯特大学电子与计算机工程系教授，麻省理工学院电气学院院士，2013年任山东大学信息科学与工程学院院长，现任美国Ligent公司总裁。中华人民共和国教育部第二批“长江学者”特聘教授。
1982年毕业于山东大学电子工程系，1984年获中国科学技术大学纤维光学专业硕士学位，1989年获美国麻省理工学院电子工程与计算机科学系博士学位，1989年获美国麻省理工学院博士学位。